# Vertrag von Bongaja
Der Vertrag oder Abkommen von Bongaja (indonesisch Perjanjian Bungaya; makassarisch Cappaya ri Bungaya) wurde am 18. November 1667 zwischen dem Sultan Hasanuddin von Makassar bzw. Gowa und Cornelis Speelman von der Vereinigten Ostindischen Kompanie (VOC) unterzeichnet. Der Vertrag wurde aufgestellt, nachdem die VOC-Truppen zusammen mit ihren Verbündeten, u. a. dem bugischen Königreich Bone, die makassarischen Truppen besiegt hatten. Basierend auf dem Inhalt der Vereinbarung, erkannte Sultan Hasanuddin offiziell den VOC-Einfluss in den makassarischen Territorien an. Als Ergebnis wurden wesentliche Einschränkungen für Makassar verhängt, ihre freie Handelspolitik auszuüben. Der Vertrag besagte, dass alle makassarischen Händler eine Genehmigung benötigten, um Geschäfte in den durch die VOC kontrollierten Regionen zu tätigen. Dabei handelte es sich um die Gebiete Buton, Makassar, Timor, Bima und die Küsten von Java. Außerdem mussten die langjährigen Handelspartner Makassars, Portugiesen und Briten, die Stadt verlassen und alle anderen Europäern dürften sich nicht mehr dort aufhalten bzw. Handel treiben. Sultan Hasanuddin kämpfte trotz der Unterzeichnung des für seinen Königreich sehr nachteiligen Vertrags weiter gegen die Niederländer  bis zum Fall der Hauptfestung Somba Opu in Sungguminasa, die das Stadtzentrum Makassars schützte.
Da die makassarischen Händler aufgrund des Vertrags mit den durch die VOC kontrollierten Häfen praktisch keine Handelsbeziehung mehr hatten, verloren die Häfen ihre wirtschaftliche Bedeutung; demzufolge flossen auch weniger Gelder in die Kasse der Niederländer. Nach der Besichtigung von Generalgouverneur Van der Cappellen zum Wiederaufbau der Handelsbeziehung mit den bugischen und makassarischen Königreichen wurde der Vertrag von Bongaja am 7. August 1824 durch das „Bongajaische Abkommen zu Udjung Pandang“ (niederländisch Het Bongaaisch Contract te Oedjoeng Pandang) revidiert. In dem neuen Abkommen wurde auch der Anbau der Nutzpflanzen in dem Gebiet gefördert, deren Erträge vor allem der Finanzierung der niederländischen Kriegsbeteiligung in Europa dienten.